# Rivière Natevier
Pour les articles homonymes, voir Natevier.
La rivière Natevier est un affluent de la rivière Oreille, coulant entièrement dans la ville de Chibougamau, en Jamésie, dans la région administrative du Nord-du-Québec, dans la province de Québec, au Canada.
Le cours de la rivière coule entièrement dans le canton de Roy.
Le bassin versant de la rivière Natevier est accessible par la route 167 qui dessert aussi le côté Sud du lac Waconichi et de la rivière Waconichi. Cette dernière route vient de Chibougamau, remontant vers le Nord-Est jusqu’à la partie Sud-Est du lac Mistassini.
La surface de la « rivière Natevier » est habituellement gelée du début novembre à la mi-mai, toutefois la circulation sécuritaire sur la glace se fait généralement de la mi-novembre à la mi-avril.

## Géographie
Les principaux bassins versants voisins de la « rivière Natevier» sont :
- côté Nord : lac Waconichi, lac Mistassini (baie du Poste), rivière Barlow (rivière Chibougamau) ;
- côté Est : rivière Nepton, rivière Nepton Nord, rivière France, rivière Boisvert, rivière du Chef, rivière Chonard ;
- côté Sud : rivière Oreille, rivière Blondeau (lac Chibougamau), lac Chibougamau, rivière Armitage, rivière Énard ;
- côté Ouest : lac Bourbeau, rivière Chibougamau, lac Chevrillon.

La rivière Natevier prend sa source à l’embouchure du lac Cummings (longueur : 1,2 km ; altitude : 414 m) dans le canton de Roy. Ce lac est situé du côté Ouest du Mont Cummings dont le sommet atteint 600 m. Une vingtaine de chalets ont été construits sur la rive Nord de ce lac et d’un petit lac en amont.
Cette source de la rivière est située à :
- 6,1 km au Sud-Ouest de l’embouchure de la rivière Natevier (confluence avec la rivière Oreille) ;
- 8,6 km au Sud-Est de la baie Route du Lac Waconichi ;
- 43,8 km au Sud-Ouest du lac Mistassini ;
- 11,5 km au Nord-Est du centre-ville de Chibougamau.

À partir de l’embouchure du lac Cummings, la rivière Natevier coule sur 10,8 km, selon les segments suivants :
- 2,1 km vers le Nord dans le canton de Roy en longeant la route 167 jusqu’au pont d’un embranchement routier menant

vers le lac Bourbeau (situé à l’Ouest) ;
- 4,4 km vers le Nord-Est en longeant du côté Nord-Ouest la route 167, en traversant une zone de marais, puis en traversant sur 0,5 km un petit lac non identifié (longueur : 0,6 km ; altitude : 416 m), jusqu’à son embouchure ;
- 4,3 km vers le Nord-Est en formant un croche vers l’Est où il forme une boucle à l’Est de la route 167, puis longe

cette même route du côté Nord-Ouest et recueille la décharge (venant de l’Ouest) du lac Vignon, jusqu’à l’embouchure de la rivière.
La rivière Natevier se déverse sur la rive Ouest de la rivière Oreille ; cette dernière est un affluent de la rive Nord de la rivière Blondeau laquelle s’écoule jusqu’à la rive Nord de la baie McKenzie du lac Chibougamau.
À partir de cette embouchure, le courant traverse cette baie vers le Sud, emprunte le passage McKenzie qui est enjambé par un pont routier, avant le traverser vers le Sud-Ouest le lac Chibougamau en contournant l’île du Portage qui borne au Nord-Est le lac aux Dorés (rivière Chibougamau). Le lac Chibougamau s’avère le principal lac de tête de rivière Chibougamau.
À partir de l’embouchure du lac Chibougamau, le courant traverse le Lac aux Dorés (rivière Chibougamau), puis descend généralement vers le Sud-Ouest (sauf les grands S de la partie supérieure de la rivière) en empruntant la rivière Chibougamau, jusqu'à sa confluence avec la rivière Opawica.
À partir de cette confluence, le courant coule généralement vers le Sud-Ouest par la rivière Waswanipi, jusqu’à la rive Est du lac au Goéland (rivière Waswanipi). Ce dernier est traversé vers le Nord-Ouest par la rivière Waswanipi qui est un affluent du lac Matagami. Finalement le courant emprunte la rivière Nottaway pour se déverse dans la Baie de Rupert, au Sud de la Baie James.
L’embouchure de la « rivière Natevier » située à :
- 3,3 km au Sud-Est du lac Waconichi ;
- 38 km au Sud-Ouest de la baie au Sud du lac Mistassini ;
- 2,9 km au Nord-Ouest de l’embouchure de la rivière Oreille ;
- 4,4 km au Nord-Ouest de l’embouchure de la rivière Blondeau (lac Chibougamau) ;
- 11,8 km au Nord-Est de l’embouchure du lac Chibougamau ;
- 133 km au Nord-Est de l’embouchure de la rivière Chibougamau (confluence avec la rivière Opawica ;
- 364 km au Sud-Est de l’embouchure de la rivière Nottaway ;
- 53,6 km au Nord-Est du centre du village de Chapais (Québec) ;
- 16,5 km au Nord-Est du centre-ville de Chibougamau.

## Toponymie
Cette hydronyme évoque l’œuvre de vie de l'abbé Pierre Natevier, sulpicien né en France en 1697 ; il est assigné à Montréal en 1722.
Le toponyme « rivière Natevier » a été officialisé le 5 décembre 1968 à la Commission de toponymie du Québec, soit à la fondation de cette
commission.